# 病态建筑综合征
病態建築综合征（英語：Sick Building Syndrome，简称SBS）是指在特定建築物內長時間暴露後，出現一系列與該建築環境有關但無法確定具體病因的健康症狀。這些症狀通常會隨著工作時間的增加而加劇，並在離開建築物後迅速減輕或消失。SBS 首次被世界衛生組織（WHO）於1982年提出，並被廣泛應用於描述辦公樓、學校等現代建築內的健康問題。自 1970 年代以來，SBS 的相關議題越來越受到關注，隨著節能建築的發展，新式建築更依賴機械通風系統來循環新鮮空氣，因此舊式自然通風建築已被更節能、密閉的建築所取代。

## 成因
SBS的病因是多方面的，且目前尚未有單一因素可以解釋所有病例。常見的潛在因素包括以下幾類：

#### 1. 室內空氣污染（Indoor Air Pollutants）
室內空氣品質 (IAQ) 是SBS的主要原因之一，室內空氣中可能存在多種污染物，這些污染物既可以來自戶外，也可以在室內產生，這些污染物包括：
- 化學性污染物：如揮發性有機化合物（VOC），包括苯、甲醛、甲苯、氡氣等，這些物質常來自建築材料、家居用品、清潔劑和辦公設備。
- 生物性污染物：如細菌、病毒、黴菌、塵蟎等，這些污染物通常由於不良的通風或濕度控制導致。
- 物理性污染物：如灰塵、纖維等，可能來自地毯、傢俱等。

文獻中提到，SBS 的出現與這些污染物的濃度有密切關聯，而空氣品質不佳的建築中，這些污染物濃度往往較高。

#### 2. 熱舒適度（Thermal Comfort）
室內溫度、濕度和空氣流動對居住者的健康和舒適度有直接影響。即使熱環境本身不會引發重大疾病，但不舒適的環境條件會增加空氣污染物對健康的影響。根據研究，在辦公室內過高或過低的溫度都會加劇 SBS 的症狀。

#### 3. 通風系統（Ventilation）
空調系統和通風不良是 SBS 的主要原因之一。由於現代建築物通常使用中央空調系統，若系統維護不當，污染物會積聚在空氣中，進一步加重症狀。根據美國採暖、製冷與空調工程師學會（ASHRAE）的標準，CO₂ 濃度被用作室內通風品質的指標。CO₂ 本身不會引起 SBS，但高濃度CO₂ 往往表明通風不良，其他污染物也可能同時積聚。

#### 4. 電磁輻射（Electromagnetic radiation）
像是微波爐、電視和電腦等裝置會釋放電磁輻射，這可能會使空氣離子化。若電線布設不良或接地不當，還會產生高磁場，這已被認為可能與癌症有關。

#### 5. 心理因素（Psychological factors）
過度的工作壓力、不滿意的工作環境、糟糕的人際關係以及溝通不良等，都與SBS有相關聯。

#### 6. 不良的環境條件（Environmental issues）
環境中不適當的照明、缺乏陽光、不佳的聲學環境、不適當的人體工學設計及濕度控制，都會加劇SBS的影響。這些症狀在文書工作者中比管理層更常見，可能是因為專業人士的工作環境通常更好，而女性比男性更常見SBS症狀，可能是因為女性多數從事文書工作，對健康問題較為敏感，或因為更小劑量的污染物就能在她們身上產生效應。此外，空調建築比自然通風建築更容易出現SBS，公共部門建築物的症狀也比私營部門建築物更常見。

## 對人體健康的影響
病態建築症候群的臨床症狀較為廣泛且非特異性。根據研究指出最常見的症狀包括：
1. 黏膜刺激症狀（Mucous-membrane irritation）：眼睛刺痛、喉嚨刺激、咳嗽
2. 神經毒性症狀（Neurotoxic effects）：頭痛、疲勞、注意力不集中
3. 呼吸道症狀（Respiratory symptoms）：呼吸急促、咳嗽、喘鳴
4. 皮膚症狀（Skin symptoms）：皮疹、乾燥、瘙癢
5. 化學感覺改變（Chemosensory changes）：嗅覺異常、視力障礙

依據美國環境保護局(U.S. Environmental Protection Agency)，提出三項病態建築症候群指標，包含：
1. 建築物內的使用者表示急性不適症狀
2. 症狀的原因不明
3. 大多數症狀在使用者離開建築物後緩解

這些症狀可能根據不同建築物和暴露條件而異，也可能在不同的個體中呈現不同的程度。症狀通常在離開建築後逐漸改善，並可能在改善室內空氣品質後迅速緩解。

## 如何預防SBS[6]
1. 避免不良環境：預防SBS的最佳策略是避免居住或工作在不健康的環境中。在搬入新居或辦公大樓之前，應先進行仔細檢查，確保沒有霉菌、空氣品質差或通風系統不良的問題。
2. 管道檢查：管道檢查是建築物檢查中最重要的一環。住戶應檢查是否有水損區域，並找出可能的來源，受損的管道應立即修理或更換。修理完管道後，應替換損壞的地毯、牆紙、天花板和地板等材料。
3. 控制濕度：室內濕度應保持在55％以下，這可透過使用除濕機來實現。保持低濕度除了可以防止霉菌的生長外，還可以控制塵蟎和蟑螂的數量。
4. 維護暖通空調（HVAC）系統：HVAC可能會受到霉菌、細菌及其毒素的污染。該系統的循環空氣可能會將污染物分散到建築物的其他區域。應定期檢查並更換HVAC系統中的受污染部件，如果某個部件無法修復，應考慮更換整個系統。
5. 清潔與消毒：定期清潔和消毒不僅有助於去除有害的微生物，還可以保持整體環境的健康和清潔。
6. 防止戶外霉菌進入：為防止戶外霉菌進入室內，應保持門窗關閉，尤其是在濕度高或霉菌問題嚴重的地區。

這些預防措施有助於降低SBS的風險，並確保室內空氣質量良好。